# Яковлев, Борис Владимирович
Борис Владимирович Я́ковлев — советский инженер, металлург-оружейник, лауреат Сталинской премии.

## Биография
Учился в Московской горной академии, после её разделения на шесть вузов в 1930 году окончил МИС имени И. В. Сталина по специальности инженер по термической обработке чёрных металлов.
В 1930—1936 годах работал на заводах Народного комиссариата тяжёлой промышленности СССР.
В 1936—1937 годах — заместитель главного инженера КБ-28 (Ленинград).
С 1937 года — начальник лаборатории металлов Ленинградского филиала НИИ-24. Под его руководством проводились работы по замене легированных сталей, по изучению возможности применения мышьяковистых руд для изготовления металла для снарядов, а также исследовалась возможность изготовления корпусов некоторых типов снарядов без термообработки.
Металлургами института в 1938—1940 годах было разработано 10 марок легированных сталей для бронебойных снарядов морской и сухопутной артиллерии и 6 марок специальных сталей для осколочно-фугасных снарядов.

## Награды и премии
- Сталинская премия II степени (14 марта 1941) — за изобретение нового типа боеприпасов